# ベルトレスリング
ベルトレスリング（英語：Belt wrestling）はレスリング競技の一形態。格闘技競技のうち、最古のものとされる。競技者がお互いのベルトをつかんで倒すことを目的とした競技。
紀元前2800年から2600年頃のシュメール王について書かれたギルガメシュ叙事詩の中で、ギルガメッシュはエンキドゥとのベルトレスリングをする場面がある。ベルトレスリングの最古の図柄は、紀元前2600年頃の銅像で、1938年にバグダッド近郊のカファージで発見され、イラク国立博物館に所蔵されていた。
世界各地に同様の形態の伝統的な格闘技、レスリングの類がある。

## 規定・規則のバリエーション
世界各地で、様々な競技の規則が存在する。名前の通り、基本的な道具はベルトや、通常のタオルなどの単純なものである。例えば中央アジアではトルキスタン人に人気であるクラッシュがある。足技を使わずに敵を投げ飛ばすなどが特徴だが、これらの規則は地域毎に違う。結果として、世界の地域によってルールが違っている。国際伝統スポーツ競技協会（International Association of Traditional Types of Sports）名誉会長のリフ・ゲイナノフ（Rif Gainanov）は「この種のレスリングは常に面白い。各民族が独特の特徴を持っている。一民族が他の民族にルールを押し付けてはいけない。それぞれの伝統文化を尊重すべきである」と述べている。但し、今日は下記の2つの点が理解されている。
1. 各民族や国のレスリング（格闘技）のルールはそれぞれのバリエーションが存在する
2. 但しうまく共通のルールを作れば世界各国の選手が平等な条件で競技できる

## 国際ベルトレスリング協会
世界各地のベルトレスリングの様々な種類に対応するため、新しく国際ベルトレスリング協会（International Belt Wrestling Association、略称：IBWA）が2005年に創立された。協会では2種類の規則と標準的な服装を設定している。この協会では、足かけ（tripping）を許可しないものを「クラシック」、許可するものを「フリースタイル」と呼んでいる。服装規定は、それぞれの国ごとの伝統的な形式を軽んじないために設定された。